# ریوسی یوکوهاما
ریوسی یوکوهاما (انگلیسی: Ryusei Yokohama؛ زادهٔ ۱۶ سپتامبر ۱۹۹۶) هنرپیشه، مدل اهل ژاپن است.